# ايستغاه بالارود (حسينية انديمشك)
ايستغاه بالارود (بالفارسية: ایستگاه بالارود) هي قرية تقع في إيران في قسم حسینیة الريفي. يقدر عدد سكانها بـ 0 نسمة بحسب إحصاء 2016.